# 永定戰鬥
永定戰鬥發生於1926年10月9日－10日，地點則是在中國閩南一帶，是國民革命軍北伐戰爭的戰鬥之一。永定戰鬥的交戰雙方，一方為國民革命軍，另一方為北洋政府孫傳芳五省聯軍所轄之部隊。

## 參看
- 中華民國北洋政府時期內戰戰鬥列表